# Marlene Burow

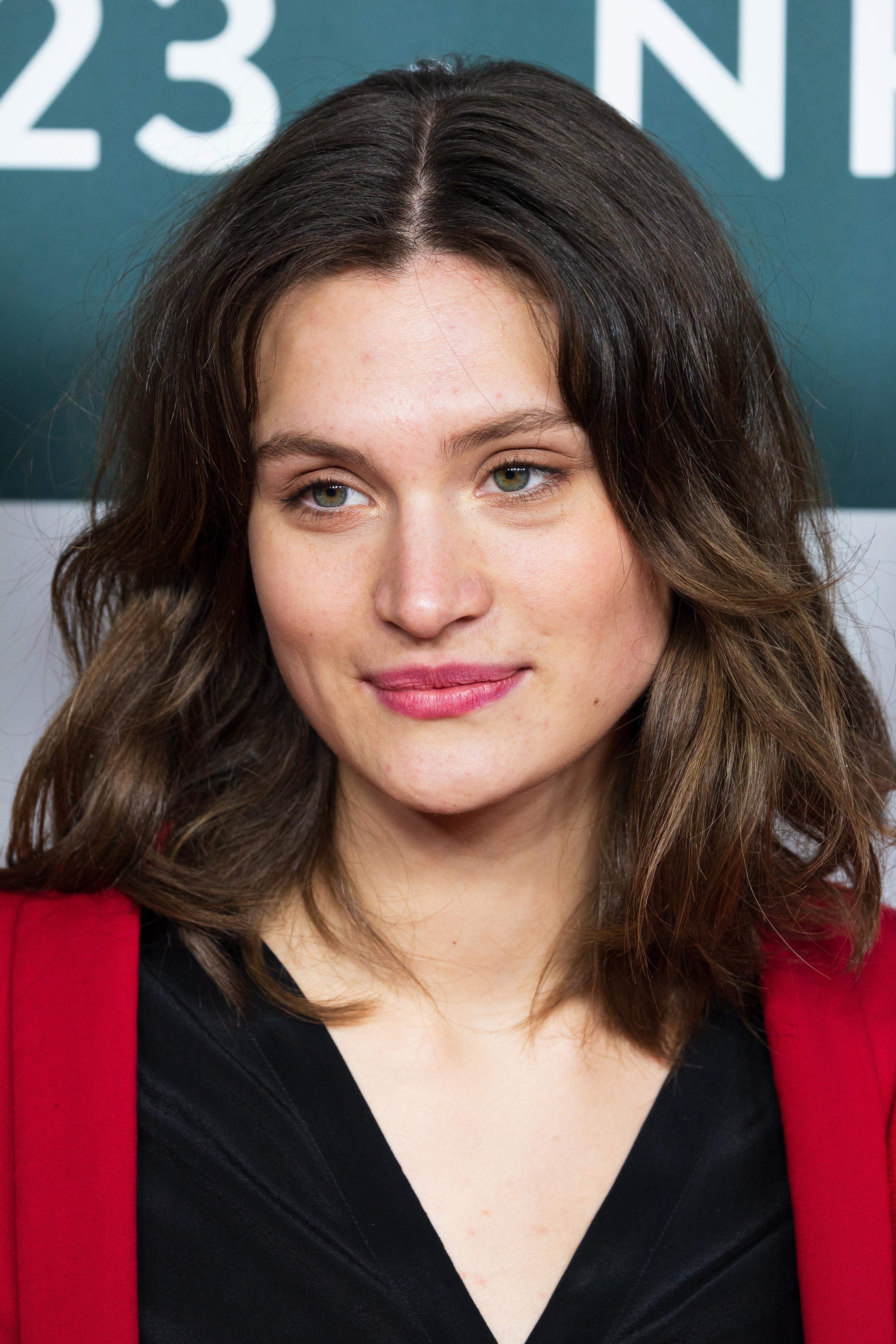
Marlene Burow (2023)

Marlene Burow (* 2000 in Berlin) ist eine deutsche Schauspielerin.

## Leben
Marlene Burow wuchs in Berlin auf und machte 2019 ihr Abitur. 2019 hatte sie eine erste Episodenhauptrolle als Marie Thieme in der Folge Baby an Bord der ARD-Reihe Die Drei von der Müllabfuhr mit Uwe Ochsenknecht, Daniel Rodic und Jörn Hentschel. Im Folgejahr war sie in Episodenrollen in den Serien SOKO Wismar, Alarm für Cobra 11 – Die Autobahnpolizei und Notruf Hafenkante sowie in einer wiederkehrenden Rolle in der ZDF-Serie Fritzie – Der Himmel muss warten, mit Tanja Wedhorn in der Titelrolle als Luna, eine Schülerin an der Rosalind-Franklin-Schule, zu sehen.
2021 spielte sie in der dritten Staffel der RTL-Serie Wir sind jetzt die Rolle der Sina und in der Netflix-Serie Kitz jene der Patrizia von Höhenfeldt.
Im Kinofilm In einem Land, das es nicht mehr gibt von Aelrun Goette (2022) übernahm sie an der Seite von David Schütter und Sabin Tambrea die weibliche Hauptrolle Suzie. Für ihre Darstellung der Suzie wurde sie im November 2022 gemeinsam mit Schütter und Tambrea mit dem Darstellerpreis des Günter-Rohrbach-Filmpreises ausgezeichnet.
2022 stand sie für Dreharbeiten zum Film Irgendwann werden wir uns alles erzählen von Emily Atef basierend auf der literarischen Vorlage von Daniela Krien vor der Kamera, in dem sie neben Felix Kramer und Cedric Eich die weibliche Hauptfigur Maria verkörperte.
Burow lebt in Leipzig. Sie studiert seit 2022 Schauspiel an der Hochschule für Musik und Theater in Leipzig und gehört ab der Saison 2024/25 für zwei Jahre dem Schauspielstudio des Staatsschauspiels Dresden an.

## Filmografie (Auswahl)
- 2019: Die Drei von der Müllabfuhr – Baby an Bord (Fernsehreihe)
- 2020: SOKO Wismar – Ältermänner (Fernsehserie)
- 2020: Löwenzahn – Lampenfieber – Die starke Band (Fernsehserie)
- 2020: Alarm für Cobra 11 – Die Autobahnpolizei – Der Neue (Fernsehserie)
- 2020: Notruf Hafenkante – Unter Druck (Fernsehserie)
- 2020: Fritzie – Der Himmel muss warten (Fernsehserie)
- 2020: Albträumer
- 2021: Wir sind jetzt (Fernsehserie)
- 2021: Kitz – Asche (Fernsehserie)
- 2022: Wunderschön
- 2022: In einem Land, das es nicht mehr gibt
- 2023: Irgendwann werden wir uns alles erzählen

## Auszeichnungen und Nominierungen
Günter-Rohrbach-Filmpreis 2022
- Auszeichnung mit dem Darstellerpreis für In einem Land, das es nicht mehr gibt[9][10]

New Faces Award 2023
- Nominierung in der Kategorie Beste Nachwuchsschauspielerin für Irgendwann werden wir uns alles erzählen[15]